# Universal Carrier
De Britse Universal Carrier, ook bekend onder de naam Bren Gun Carrier, was een licht bepantserd rupsvoertuig. Het werd vanaf 1934 gebouwd door Vickers-Armstrong en meerdere andere bedrijven. en is tijdens de Tweede Wereldoorlog veelvuldig ingezet door het Gemenebest van Naties. De functie van de Carrier was het vervoeren van troepen, materieel en ondersteuningswapens of het diende als machinegeweerplatform. In totaal zijn er ongeveer 113.000 stuks geproduceerd tot 1960. Het is daarmee het meest geproduceerde pantservoertuig in de geschiedenis.

## Ontwikkelingsgeschiedenis
Vanaf 1927 werd door majoor Giffard LeQuesne Martel een serie tankettes ontwikkeld bij Carden Loyd. Dit ontwikkelingsproces leidde tot de succesvolle Mark VI en deze zou de basis vormen voor het ontwerp van de Universal Carrier. In 1934 presenteerde Vickers-Armstrong een nieuw model, namelijk de D50. Dit voertuig had een bemanningscompartiment aan de voorzijde dat plaats bood voor twee bemanningsleden. Daarachter waren twee smalle bankjes waar plaats was voor vier personen. De Ford V-8 motor lag in het midden en was gekoppeld aan een versnellingsbak met vier versnellingen.
In 1935 werd op basis van de D50 een nieuw model gepresenteerd met de aanduiding 'Experimental Armored Machine Gun Carrier'. Deze had dezelfde motor, transmissie en ophanging als de D50 en het pantser was 6 mm dik. De bewapening bestond uit een zwaar Vickers machinegeweer. De productie van de Mark I startte in 1935 bij Vickers en werd bekend als de Medium Machine Gun Carrier, Bren Gun Carrier, Scout Carrier, en Cavalry Carrier. Vergeleken met de eerdere Carden Loyd Mark VI, waren de Carriers langer en de bemanning zat aan de voorzijde.
In 1935 nam het Britse leger een nieuw machinegeweer in gebruik; de cal.303 Bren Gun en vanaf 1937 werd deze de standaard bewapening voor de Universal Carrier, waardoor het voertuig de bijnaam Bren Gun Carrier ontving.

## Productieversies

### Mk. I
Bij de 'Carrier Machine Gun Number 1 Mark 1' zat de bemanning, zoals bij de modellen die zouden volgen, aan de voorzijde. Achter hen was een open ruimte waarin een scala aan lading kon worden vervoerd. Er was plaats voor vijf infanteristen of een 'gun crew', De ophanging was een combinatie van een standaard Vickers en Hortsmann vering. Productie vond waarschijnlijk plaats door Aveling en Porter, Bedford Vehicles, Morris, Sentinel Wagon Works en Thornycroft. Het pantser was tot 6 mm dik.
Op het model nummer 1 volgde al snel de nummer 2. De 'Carrier Machine Gun Number 2 Mark 1' woog 4,5 ton en het pantser was verdikt tot 12 mm. De Ford motor leverde 95 pk en dit resulteerde in een topsnelheid van 48 km/h. De transmissie had vier versnellingen voor- en één versnelling achteruit. De brandstoftank had een inhoud van 75 liter en dit was genoeg om een afstand te kunnen afleggen van 225 km. Het maximale laadgewicht was 300 kg. Van dit model zijn er in het eerste jaar van lancering 1100 stuks geproduceerd.

### Mk. II

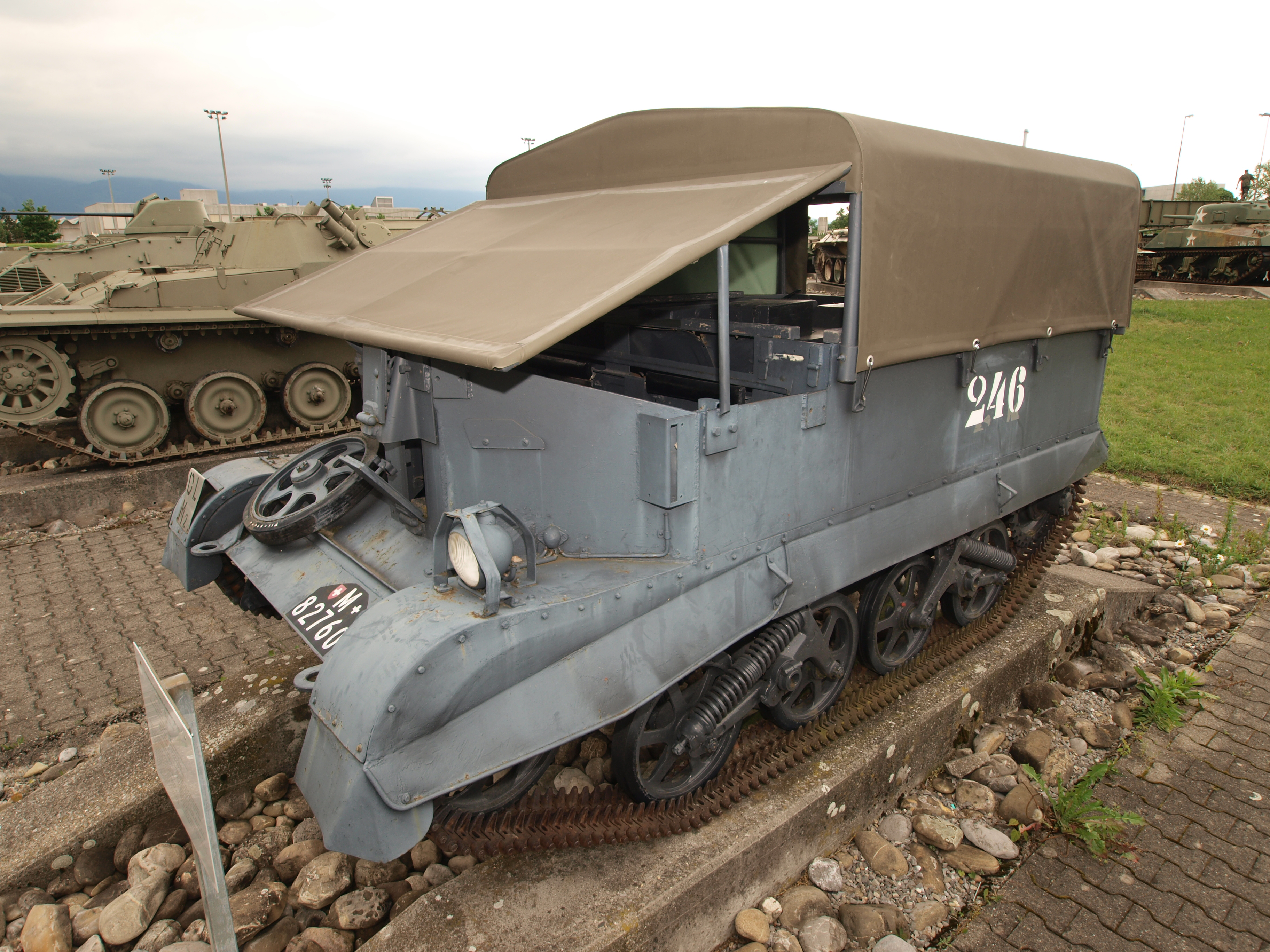
De T-16 met enkele modificaties, zoals een huif.

De Mark II was de definitieve productieversie die alle verschillende Carriers, die tussen 1935 en 1940 geproduceerd waren, standaardiseerde. Deze versie had ook een vierkante open ruimte aan de achterzijde en hierin was plaats voor een veelzijdig aantal goederen, materieel en militairen. De Carrier was standaard uitgerust met een sleepinrichting. Deze versie werd geproduceerd in Groot-Brittannië en in het Gemenebest. Deze konden onderling enigszins verschillen in de details. De Mark II werd bekend dankzij zijn snelheid, behendigheid, maar vooral door zijn veelzijdigheid.
Infanteriebataljons werden uitgerust met tien tot 33 stuks tussen 1940 en 1943 en gemotoriseerde artilleriebataljons werden volledig uitgerust met deze voertuigen om QF 6 ponder (57mm) kanonnen te trekken.

### T16
De T16 was de versie die in de Verenigde Staten werd geproduceerd en was gebaseerd op de versie die werd gebouwd door Ford-motor in Canada. ze werden aan het Verenigd Koninkrijk geleverd onder de Lend-Lease. Met lichte modificaties en verbeteringen werden er 16.000 geproduceerd. Een belangrijke verandering was de herbewapening met een zware Browning cal.50 (12,7 mm) machinegeweer. De meeste T16's werden vooral door de Canadezen ingezet in Europa als artillerietrekkers. Na de oorlog werden overgebleven voertuigen verkocht aan Zwitserland en Nederland.

## Varianten

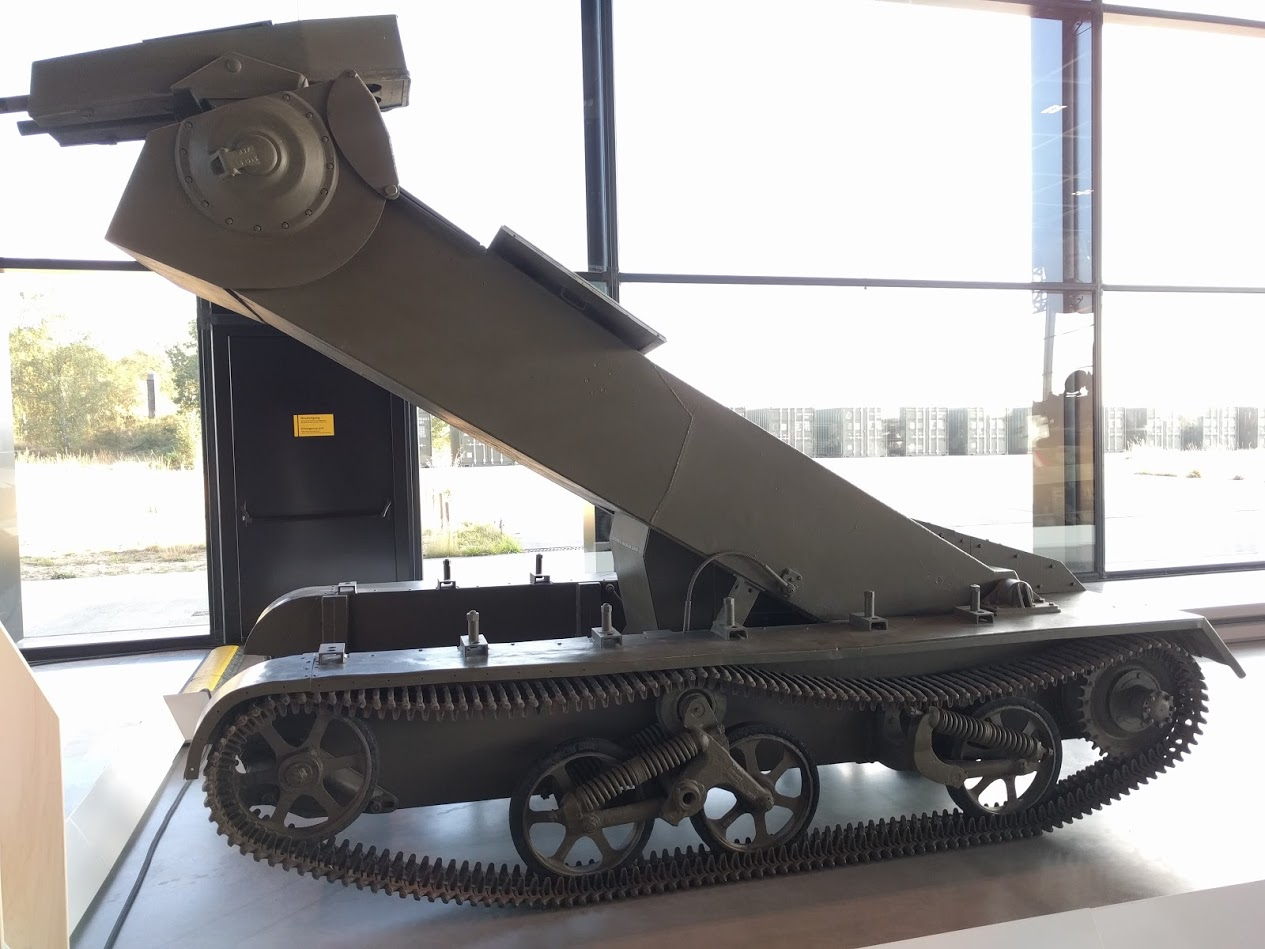
De Praying Mantis in het Nationaal Militair Museum.

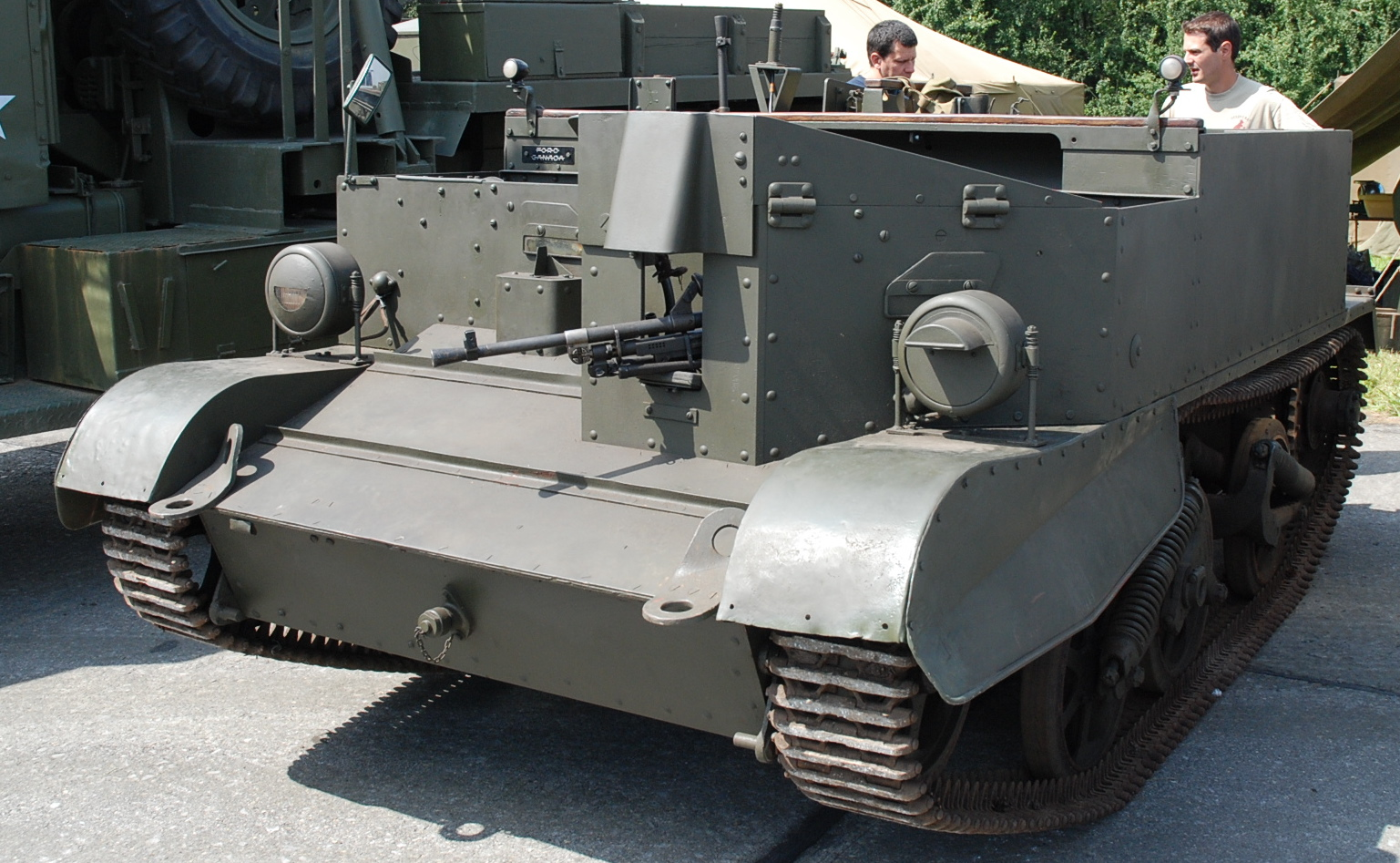
Universal Carrier met Bren machinegeweer.

### Britse varianten
- Een anti-tank variant, uitgerust met een Boys 13,9 mm geweer, deze verving het originele Bren geweer. Deze werd vaak verplaatst en gebruikt als luchtafweer.
- Een zwaar machinegeweer variant, deze was uitgerust met een cal.303 (7,7 mm) Vickers machinegeweer, deze verving het Bren machinegeweer.
- Een vlammenwerper versie, bij deze versie werd het Bren machinegeweer vervangen voor een "Ronson Flamethrower, Transportable, No 2". Deze versie kreeg de naam Wasp en is ingezet bij onder andere de Slag om Otterlo.
- Een versie met een kanon. Deze was speciaal ontwikkeld voor de Homeguards en was bewapend met een Smith 8 ponder kanon op een uitsteeksel op de voorzijde.
- De Praying Mantis, ontwikkeld en gebouwd in 1943.[1]
- De "Rocket powered gap leaping Bren Gun Carrier". Van dit voertuig is één prototype geproduceerd. Aan beide zijden waren drie raketten gemonteerd en die hadden het doel om het voertuig over obstakels, zoals mijnenvelden, te laten vliegen. Bij tests bleek dat het voertuig voortdurend ondersteboven terechtkwam en het project werd daarom niet voortgezet. Wel werd er nog geprobeerd om raketten in te zetten. Een voertuig werd uitgerust met twee, aan elkaar bevestigde, raketten aan beide zijden. Deze zouden het voertuig los kunnen krijgen als het vast kwam te zitten in bijvoorbeeld modder, maar ook dit project bleek niet succesvol.

### Gemenebest-varianten
In Australië werden de LP1 en LP2 gebouwd, dit zijn respectievelijk licht gewijzigde versies van de Mark I en II. Hiervan werden in totaal 5600 stuks geproduceerd. De LP2 werd ook geproduceerd in Nieuw-Zeeland, maar deze productie was beperkt en bedroeg 520 stuks. Een anti-tank versie, de Carrier, Tank Attack 2-ponder (40 mm) werd gebouwd en productie hiervan bedroeg 200 stuks. Een andere versie, bewapend met een 76,2 mm mortier werd in totaal 400 maal geproduceerd. De Attack was bewapend met een QF 2 ponder 40 mm kanon, was snel en efficiënt, maar de motor moest verplaatst worden naar de voorzijde. De meeste werden gebruikt voor training. De Mortier Carriers werden, als militaire hulp, naar de Nationale Chinese strijdkrachten gezonden.
In Canada werden ook verscheidene varianten ontwikkeld. Er werd een variant gebouwd met een 2-ponder kanon, 213 hiervan zijn gebruikt voor training. Ook werd in Canada de Wasp MK.IIC gebouwd, een variant van de Wasp vlammenwerper. Een andere versie was de Windsor Carrier. De Windsor had een verlengd chassis met 76 cm en een extra wiel.

## Brits gebruik
Door het lage gewicht kon het voertuig, net als de Amerikaanse jeep, vervoerd worden in zweefvliegtuigen. Daarom werden ze ook veel gebruikt door commando's en parachutisten. Elke infanteriesectie van een geweer eenheid beschikte over een Carrier. De pelotonstrategie ging als volgt: Zodra de carrier op de juiste bestemming was aangekomen moest de bemanning direct het machinegeweer demonteren zodat de carrier direct kon worden teruggereden. In de vroege modellen was het machinegeweer geplaatst in een speciale standaard, zodat er vanuit het voertuig gevuurd kon worden. In de latere modellen was de Bren niet fysiek aan het voertuig bevestigd, maar lag op een rubberen blok en werd op zijn plek gehouden door de schutter.
Aan het begin van de Tweede Wereldoorlog beschikte het leger over 2275 carriers. Deze zagen actie in Noorwegen, Frankrijk en het Midden-Oosten. Aan het einde van 1942 waren er 6.000 bijgeproduceerd. Vanaf 1940 was de productie gestart van de Mark II, waarvan er 11.000 zijn geproduceerd tijdens de oorlog.

## Duits gebruik
Na de Geallieerde invasie in Noorwegen, in 1940, werden verscheidene Mark I's buitgemaakt door de Wehrmacht, maar de grootste aantallen werden buitgemaakt in Duinkerken in juni 1940. Ook in Kreta en tijdens Duitse offensieven in Noord-Afrika werden verscheidene versies van de Carrier buitgemaakt. Ze kregen de aanduiding "Fahrgestell Bren".
De meeste hiervan werden herbewapend met een MG 34 of 42 machinegeweer, in plaats van de Bren Gun. De Antitank versies met het Boys geweer kregen de aanduiding "Fahrgestell Bren 731 (e)" en werden veelvuldig ingezet in het Afrikakorps, maar kregen later in Sicilië en Italië effectievere bewapening, zoals de 3,7 cm Pak of Panzerschreck en Panzerfaust. Een andere conversie, de "Fahrgestell Bren 731 (e) Flak 38", bewapend met een 20 mm Flak 38 luchtafweergeschut, werd aan het einde van 1944 gebruikt bij vliegvelden en kanonposities.
Buitgemaakte Universals werden ook regelmatig door de Italianen ingezet en de bewapening werd dan meestal vervangen door een Breda M37 machinegeweer. In 1942 produceerde het Italiaanse bedrijf Fiat, op aanvraag van het Italiaanse leger, een prototype carrier waarvan het ontwerp was gekopieerd van een buitgemaakte Universal Carrier. Dit model kreeg de aanduiding Fiat 2800 of CVP-4.

## Export
Tijdens de oorlog waren veel militairen uit bezette landen gevlucht en vormden in Engeland vrije strijdkrachten. Deze legers werden met veel Carriers uitgerust. De legers waren afkomstig uit België, Denemarken, Frankrijk, Griekenland, Nederland, Noorwegen, Polen en Tsjechoslowakije. De strijdkrachten van de nationalistische Chinezen ontvingen 1500 stuks vanuit Australië. Thailand verkreeg 118 carriers in 1944. De Gemenebestlanden die het voertuig in gebruik hadden waren Australië, Canada en Nieuw-Zeeland. De Sovjet-Unie had voor de oorlog reeds 200 stuks verkregen en kregen daar tijdens de oorlog 2560 stuks bij. De Verenigde Staten namen 57 carriers in beslag die op weg waren naar Canadese troepen in Hongkong, omdat de Japanners aanvielen. De carriers waren op dat moment in de Filipijnen en veertig stuks werden ondergebracht bij de 1st Provisional Tank Group.

## Naoorlogs gebruik
Ongeveer 81.700 stuks zijn tot het einde van de Tweede Wereldoorlog geproduceerd. Hierna zijn er nog 31.300 stuks geproduceerd. Het voertuig werd na de oorlog veelal ingezet door het Verenigd Koninkrijk, maar ook in Zwitserland, Nederland en België was het concept succesvol. Andere landen die de Carrier in gebruik hadden waren Ierland, Egypte, Denemarken, Israël, Argentinië, Biafra, Frankrijk, Koeweit en de Bundeswehr van West-Duitsland.